# Заедно в час
Фондация „Заедно в час“ (Английски: Teach for Bulgaria) е българска неправителствена организация, чиято мисия е да осигури равен достъп до качествено образование на всяко дете в България и да намали образователното неравенство в страната. Фондацията е създадена през 2010 г. от Евгения Пеева-Кирова по инициативата и с финансовата подкрепа на фондация „Америка за България“ и е част от глобалната мрежа за равен достъп до образование Teach For All.
Дейността на организацията се състои в развиване на учители, подкрепяне на училищни екипи и изграждане на партньорства за въвеждането на работещи механизми в образователната система. До 2021 г. организацията осъществява две основни програми:
- „Нов път в преподаването“ – привличане, обучение и развиване на професионалисти, които преподават като учители в училища партньори за двугодишен период.[3]
- „Училища за пример“ – двугодишна програма за подкрепа и обучение на цели училищни екипи за прилагане на доказани практики за преподаване и управление на училището.

## Ръководство и управителен съвет
Изпълнителен директор на „Заедно в час“ от 2019 г. е Траян Траянов, който преди това заема позицията програмен директор на фондацията.
Председател на управителния съвет на фондацията от 2019 г. е Христо Манов, инвеститор и предприемач с дългогодишен опит на ръководни позиции в компаниите Xeros, Avon и Майкрософт. Членове на Управителния съвет на „Заедно в час“ са още: Траян Траянов, Изпълнителен директор на “Заедно в час”, Мина Димитрова, Регионален директор в Google, Росен Богомилов, Заместник-директор на 106 ОУ “Григорий Цамблак” и възпитаник на “Заедно в час”, Атанас Гаров, предприемач и инвеститор в сферата на недвижимите имоти, съосновател на Garitage Park, Светозар Георгиев, предприемач и инвеститор, съосновател на Telerik, „Телерик Академия“ и инкубатора Campus X, Мирослав Стойчев, Вицепрезидент в Chaos Group и съосновател на „Заедно в час“, Таня Найденова, Консултант на свободна практика и дългогодишен търговски директор в А1 .

## История
Организацията е създадена през 2010 г. от Евгения Пеева-Кирова по покана на фондация „Америка за България“. „Заедно в час“ е първата организация в Източна Европа и 13-ата, която се присъединява към международната мрежа „Teach For All“.
Първият випуск на „Заедно в час“ влиза в класните стаи през 2011 г. и се състои от 21 души. От създаването си през 2010 г. до 2020 г. над 400 професионалисти стават учители заедно със „Заедно в час“.
През 2012 „Заедно в час“ организира първата годишна конференция „Образование“ в партньорство със списание Форбс България и Постоянното представителство на Европейската комисия. През същата година се провежда и първият „Благотворителен търг на завездите“, най-значимото фондонабиращо събитие на организацията. В него бизнес лидери наддават за няколко часа от времето на известни личности от българската култура, спорт, медии и обществен живот. Популярните лица даряват своето време като водещи на корпоративни събития, тиймбилдинг дейности и пр. През годините в търга са взимали участие Боян Петров, Орлин Павлов, Алек Алексиев, Магдалена Малеева, Хилда Казасян и др.
През 2015 г. „Заедно в час“ реализира проект „Функционална грамотност за 21-ви век“. В резултат е издаден наръчник за развитие на умения на 21. век, чието предназначение е да бъде практическо помагало на всеки учител, независимо от възрастта на учениците му и предмета му. През 2017 г. Министерство на образованието и науката припознава наръчника „Как да развиваме умения на 21-ви век в час“ като полезен инструмент за българските учители и организира разпространението му в училищата в цялата страна. През 2019 г. наръчникът е включен в съдържанието на сайта prepodavame.bg, чиято цел е да разпространява добри практики от учители за учители. Сайтът е създаден от „Заедно в час“, като част от европейския проект FIERST.
През 2016 г. фондация „Заедно в час“, Министерство на образованието и науката и Пловдивски университет „Паисий Хилендарски“ реализират две магистърски програми за придобиване на професионална квалификация „учител“ като част от проекта NEWTT „Нов път за нови таланти в образованието“. Проектът цели да подпомогне разрешаването на един от проблеми в образователната система в България – недостига на квалифицирани преподаватели в училищата. Той става основа и за създаването на национална програма „Мотивирани учители“ на Министерство на образованието и науката.
През 2017 г. „Заедно в час“ и България са домакини на първата в Европа глобална конференция на международната мрежа за равен достъп до образование Teach For All. Между 25 – 27 октомври 2017 в Американския университет в България форумът събира световни експерти и международни лидери в сферата на образованието с темата „Да си представим образованието по различен начин“. Форумът е открит от тогавашния президент на Република България Росен Плевнелиев и министърът на образованието и науката Меглена Кунева.
През 2018 г. програмата за професионално и лидерско развитие на „Заедно в час“ е отличена като „най-добра обучителна програма“ и „най-добра програма за кариерно развитие“ в националния конкурс „Работодател на годината“, организиран от кариерен форум „Кариера в България. Защо не?“
През 2019 г. 13 обучителни програми на „Заедно в час“ за квалификация на учители и директори са одобрени и от МОН.
През 2020 г. „Заедно в час“ обявява създаването на програма „Училища за пример“, която се фокусира върху подкрепата на цели училищни екипи. Тя е наследник на програма „Академията за лидери в образованието“ на фондация „Америка за България“ и адаптира опита и знанията на „Заедно в час“ в областта на професионалното развитие и подкрепата на учители.

## Географски обсег
Към 2020 г. „Заедно в час“ работи в 20 области в страната – Бургас, Варна, Велико Търново, Враца (област), Добрич (област), Ловеч (област), Монтана (област), Пазарджик (област), Перник (област), Плевен (област), Пловдив (област), Разград (област), Русе (област), Силистра (област), Сливен (област), София-град, София (област), Стара Загора (област), Търговище (област) и Шумен (област). Започването на работа в регионите зависи от наличните позиции в училищата и профила на участниците в програмата.

## Съмишленици

### Богомил Балкански
През 2017 година един от най-успешните българи в технологичната индустрия и Силициевата долина се ангажира с каузата на „Заедно в час“ и организира кампания за удвояване на даренията към организацията. Като съмишленик на организацията той взема участие и в „Търга на звездите“ през 2019 г.

### Явор Атанасов
За 10 дни през юни 2017 Явор Атанасов изминава разстоянието от 1347 км между Париж и Барселона, сам с едно колело и благотворителната мисия за набиране на средства за подкрепа на учителите по програмата. За по-малко от месец той обединява повече от 420 души и над 100 дарители.

## Възпитаници
Близо 80% от възпитаниците на програмата продължават да работят в сферата на образованието и да заемат други лидерски позиции. Част от тях продължават да работят като учители и директори в различни училища, а други заемат ръководни в различни институции или се развиват се в сферата на предприемачеството и бизнеса.
Според Евгения Пеева, организацията "си поставя една по-висока цел - да изгражда успешни мениджъри и лидери, които да работят за позитивна промяна в нашето училищно образование"./
Част от възпитаниците на програмата създават собствени организации в образованието. Сред тях са „Враца Софтуер“, „Местенцето“, „Академия НИКЕ“, „Училищни чудеса“, Сдружение „Образование България 2030“, „СТАРТ Академия София“, „Академия на Знанието“, „Образование без раници“, Сдружение „Приятели в приключението“, „Благичка – кухня с кауза“, фондация „От мен зависи“, Фондация „Светъл лъч“, „СЪбитието“, инициативата „Грамотко“, Smarty Kids – ментална аритметика, Център за деца със слухови дефицити в Стара Загора, „Аз, учителят“ и др.
Сред възпитаниците на програмата са Емилиян Кадийски, Даниела Тодорова, Ивелина Пашова, Мария Сендова, Радостина Бойчева, Иван Господинов и др.